# Manuel Grimaldo
Manuel Grimaldo, né à Lima le 2 janvier 1940, est un footballeur péruvien qui jouait au poste de milieu de terrain.

## Biographie

### Carrière en club
Manuel Grimaldo se distingue à l'Alianza Lima dans les années 60 en remportant trois championnats du Pérou en 1962, 1963 et 1965. Il dispute, toujours avec l'Alianza, deux éditions de la Copa Libertadores en 1964 et  1966 (12 matchs en tout).  
En 1968, il émigre en Bolivie au Club Bolívar. Champion de Bolivie cette même année, il prend part à deux éditions consécutives de la Copa Libertadores avec le club bolivien en 1969 et 1970 (quatre matchs disputés au total). 

### Carrière en équipe nationale
International péruvien, Manuel Grimaldo joue à 11 reprises avec la sélection péruvienne entre 1959 et 1965. Il participe notamment au championnat sud-américain de 1959 en Argentine où il dispute cinq rencontres.

## Palmarès
| Alianza Lima - Championnat du Pérou (3) : - Champion : 1962, 1963 et 1965. |  | Club Bolívar - Championnat de Bolivie (1) : - Champion : 1968. |